# Marek Ast
Marek Ast (ur. 27 września 1958 w Zielonej Górze) – polski polityk, samorządowiec, radca prawny, poseł na Sejm V, VI, VII, VIII, IX i X kadencji (od 2006), w 2006 wojewoda lubuski.

## Życiorys
Syn Kazimierza i Haliny Astów. Ukończył studia na Wydziale Prawa i Administracji Uniwersytetu Wrocławskiego. Od 1984 pracował jako nauczyciel, najpierw w Państwowym Domu Dziecka we Wschowie, a w latach 1986–1989 w Zespole Szkół Zawodowych we Wschowie. W 1990 został radcą prawnym. Od 1991 do 2005 był burmistrzem Szlichtyngowej, w latach 1998–2002 z ramienia Akcji Wyborczej Solidarność zasiadał w sejmiku lubuskim.
W 1980 był wśród inicjatorów powołania Niezależnego Zrzeszenia Studentów na Uniwersytecie Wrocławskim. Należał do Porozumienia Centrum, z którego przeszedł do Prawa i Sprawiedliwości. W 2001 i 2005 kandydował do Sejmu z listy PiS w okręgu zielonogórskim, ale nie został wybrany. Od 5 stycznia 2006 do 21 sierpnia 2006 zajmował stanowisko wojewody lubuskiego. Zrezygnował z tej funkcji, obejmując mandat poselski opróżniony przez Kazimierza Marcinkiewicza, powołanego na stanowisko p.o. prezydenta Warszawy.
W wyborach parlamentarnych w 2007 po raz drugi został posłem, otrzymując 21 184 głosy. W wyborach do Parlamentu Europejskiego w 2009 bezskutecznie ubiegał się o mandat europosła w okręgu gorzowskim, uzyskując 9776 głosów.
W wyborach do Sejmu w 2011 z powodzeniem ubiegał się o reelekcję, dostał 12 598 głosów. W 2015 i 2019 był ponownie wybierany do Sejmu, otrzymując odpowiednio 17 530 głosów oraz 36 073 głosy. W IX kadencji Sejmu został przewodniczącym Komisji Sprawiedliwości i Praw Człowieka oraz zastępcą przewodniczącego Komisji Ustawodawczej. W 2021 powołany przez premiera Mateusza Morawieckiego w skład Rady Doradców Politycznych. W wyborach w 2023 utrzymał mandat poselski na kolejną kadencję (z wynikiem 36 365 głosów). W Sejmie X kadencji objął funkcję przewodniczącego Komisji Ustawodawczej. W trakcie tej kadencji posłowie Prawa i Sprawiedliwości zgłaszali jego kandydaturę na sędziego Trybunału Konstytucyjnego; w 2025 Sejm w kolejnych głosowaniach nie powoływał go na tę funkcję.

## Odznaczenie
- Złoty Krzyż Zasługi (2000)[11]